# Ненависть
Не́нависть — интенсивное, отрицательно окрашенное деструктивное чувство, отражающее отвращение и враждебность к объекту ненависти (человеку, группе лиц, неодушевлённому предмету, явлению).
Ненависть по отношению к самому себе называет «самоненавистью», как например еврейская самоненависть. 

## Причины ненависти
Ненависть вызывается либо определёнными действиями объекта, либо присущими ему качествами, восприятием объекта как противоречащего убеждениям и ценностям субъекта, негативно влияющего на его жизнь, препятствующего удовлетворению его важных потребностей. 
Ненависть может связываться с испытанием удовольствия от неудач объекта и с желанием зла, с намерением причинить вред объекту этой эмоции.
Причины ненависти и вражды бывают настолько мелкими, несущественными, что видимая иррациональность таких причин вместе с легкостью, с которой ненависть может быть внушена извне, делает возможным предположение о существовании у людей изначальной потребности в ненависти и враждебности.
Сходным образом, часть конфликтов и связанная с конфликтами ненависть могут рассматриваться не столько как следствие каких-то реальных причин, сколько как высвобождение агрессивного напряжения; ненависть при этом может направляться то на один, то на другой объект.
С другой стороны, ненависть может выступать не как проявляющаяся в конфликте, но существующая помимо него агрессивность, и не как отношение к объекту, являющееся причиной конфликта, а как психический механизм, порождаемый конфликтной ситуацией и усиливающий враждебность («Целесообразно ненавидеть врага»).
Этот подход находит своё выражение в побуждающей к ненависти пропаганде, сопровождающей войны и другие виды конфликтов, стремящейся с помощью ненависти повысить мотивацию общества и таким образом усилить его позицию в конфликте.
Социальная ненависть (ненависть как чувство группы людей) сопровождает тяжелейшие конфликты в обществе (беспорядки, войны, геноцид).
Ненависть и побуждение к ненависти в разных странах могут в некоторых случаях рассматриваться как отягчающее обстоятельство при преступлении или как самостоятельное преступление.

## Ненависть и любовь
Ненависть и любовь противоположны друг другу, являются антонимами часто рассматриваются независимо друг от друга и воспринимаются как взаимоисключающие антитезы.
Однако понятия любви и ненависти эмоционально и логически взаимосвязаны в разных культурах; любовь с ненавистью могут рассматриваться как составляющие некое единство и могут одновременно сочетаться в одном человеке при амбивалентном отношении к другому человеку (и, шире, любому объекту).
Амбивалентность любви и ненависти в близких отношениях является одной из центральных идей психоанализа; Фрейд связывал одновременность проявления любви и ненависти в близких отношениях с неизбежно порождаемыми отношениями конфликтными ситуациями.
Например, Конрад Лоренц заявлял, что «Нет любви без агрессии, но нет и ненависти без любви».
Нередко человек ненавидит того, кого любит, и, зачастую, эти чувства невозможно разделить: одно из них не разрушает то, что создает другое, а сосуществует.
Одним из возможных объяснений тесной связи этих чувств является идея о том, что чем больше общего мы имеем с другим человеком, чем сильнее связь между нами, тем сильнее мы оказываемся вовлечены в любые отношения, и, вследствие этого конфликт, если он возник, будет протекать с большей силой и страстью, чем конфликты с посторонними людьми; в последнем случае отсутствие общих интересов и близких черт позволяет воспринимать вторую сторону более объективно.
Более того, объект, с которым связаны сильные чувства, — это всегда объект, который имеет большое значение для человека, и именно любовь не позволяет выражать периодически возникающие негативные эмоции и, тем самым, способствует накоплению и усилению враждебности.
В народном сознании наличие любви может быть связано с наличием ненависти к тому же объекту, что отражается, например, в пословице «От любви до ненависти — один шаг».
Однако народная мудрость может быть оспорена: так, по мнению философа и психолога Эриха Фромма, в ненависть превращается не любовь, а лишь нарциссизм влюбленных, то есть «ненастоящая» любовь.
Парадоксальным образом не только амбивалентные отношения любви-ненависти порождаются близкими отношениями, но и возможность выражать смешанные эмоции любви-ненависти (например, в так называемых «шутливых отношениях» (англ. Joking relationship)) по поводу других людей и групп, способствует установлению более близких отношений и выполняет объединяющие функции.
Показано, что для того, чтобы как чувство любви, так и чувство ненависти могли формироваться, необходим детский опыт отношений с объектом любви.
Сила связи между любовью и ненавистью и условия перехода одного в другое могут зависеть от культуры — например, от того, рассматривает ли определённая культура ненависть как естественный ответ на отвергнутую любовь или разочарование либо как нечто изначально связанное с любовью иррациональным образом.
Ненависть и любовь, рассматриваемые то как противоположные, то как сопряженные и взаимозависимые чувства, издавна были темой для поэтов и писателей; привлекали внимание философов и психологов; в последнее время ненависть и любовь, как понятия, составляющие бинарную оппозицию, стали предметом внимания когнитивной лингвистики, психолингвистики, и лингвокультурологии.

## Социальная ненависть
Социальная ненависть может рассматриваться как чувство ненависти, испытываемое группами людей; объект, на который эта ненависть направлена, может и не рассматриваться.

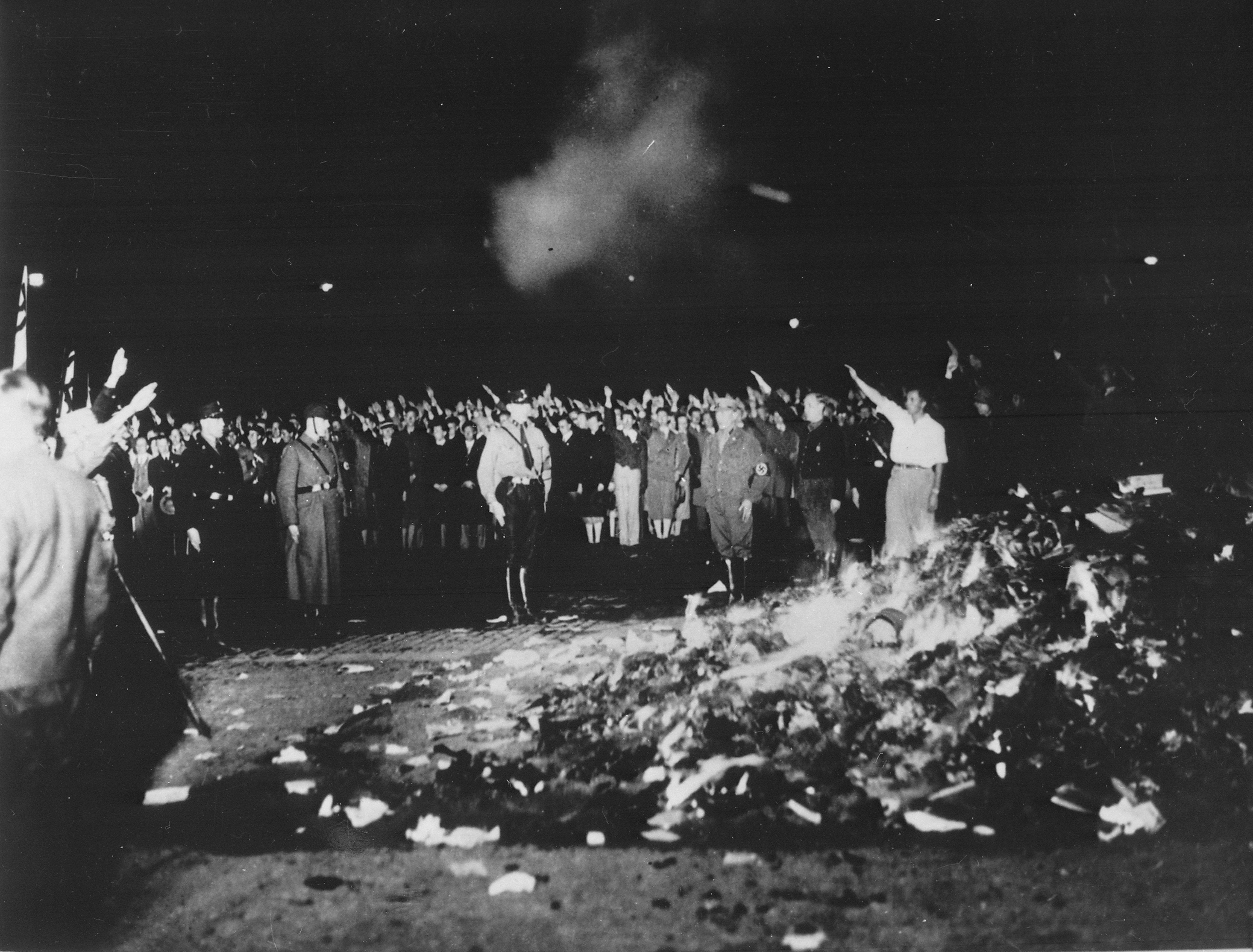
Студенты сжигают «негерманские» сочинения и книги на берлинской площади Опернплац 10 мая 1933 г.

В социальных науках для обозначения подобного рода ненависти принят термин «нетерпимость».
Существует и более узкое, исключающее национальную или религиозную ненависть, понимание социальной ненависти как ненависти «классовой» (разных сословий, классов, страт).
Ведущее к социальной ненависти восприятие основывается на противопоставлении групп «мы» и «они», причем различия между ними представляются как непреодолимые и обязательно ведущие к конфликту между группами.
В таком восприятии различия во внешности или культуре «своих» и «чужих» преувеличиваются, а точное отграничение «своих» от «не-своих» приобретает большое значение.
При этом часто отмечается, что вражда и ненависть между группами (народами, религиозными конфессиями, государствами) близкими, родственными, культурно сходными бывает ожесточеннее, чем у чужих друг для друга групп.

## Преступления ненависти

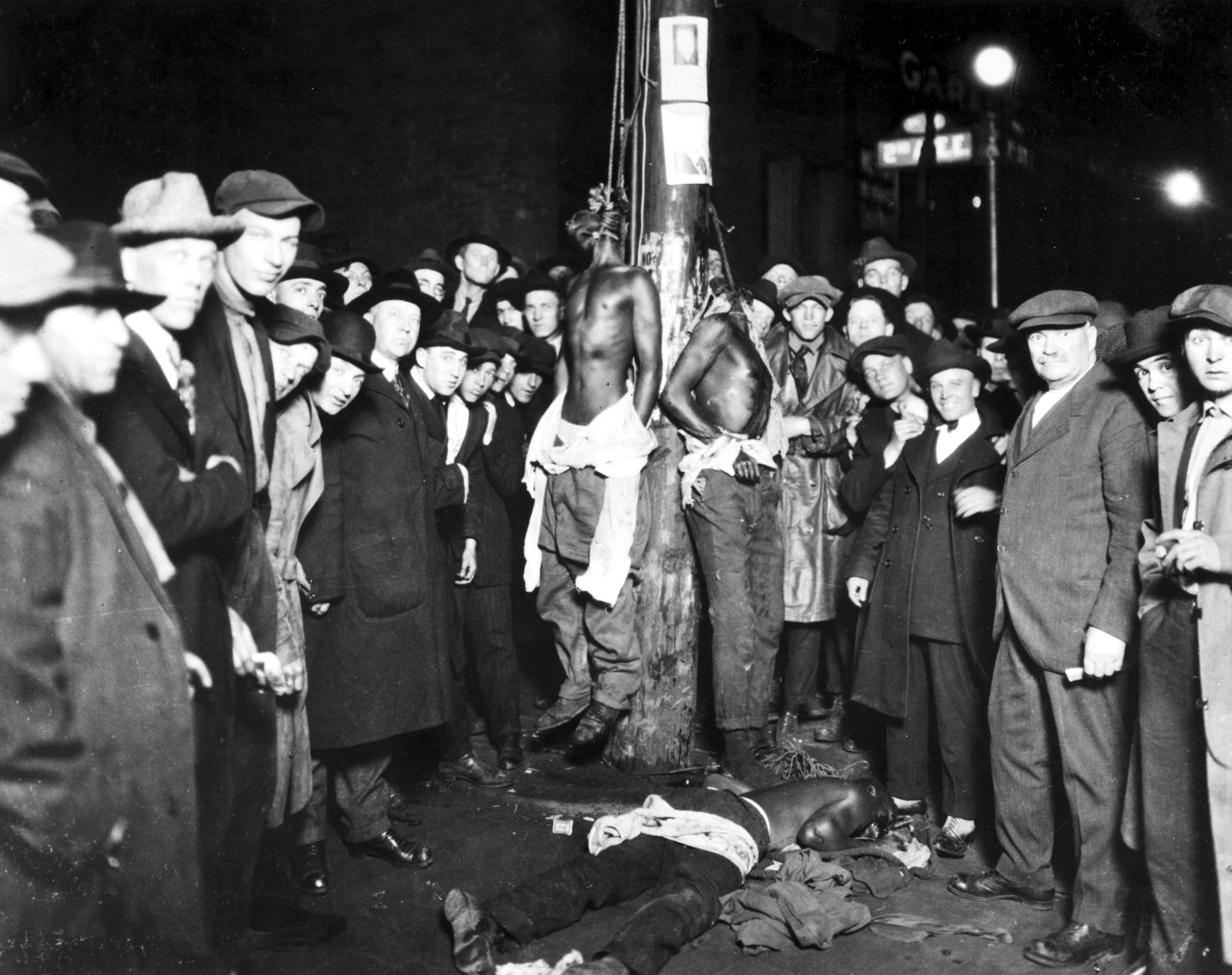
Линчевание негров в Дулут в 1920 году

В некоторых штатах США, некоторых государствах Западной и Центральной Европы существует особая квалификация «Преступление на почве ненависти» (англ. hate crime) — для преступлений против личности, совершаемых преступником под влиянием ненависти к некоторым группам населения (например лицам иной расы, вероисповедания, этнического происхождения, а также группам иного пола, сексуальной ориентации или политических убеждений).
Во многих случаях квалификация преступления как «преступления на почве ненависти» ужесточает уголовное наказание, назначаемое виновному.
В России совершения преступления по мотиву национальной, расовой и религиозной ненависти также является отягчающим обстоятельством.
Помимо «преступлений на почве ненависти» (hate crime), законодательства многих стран рассматривают «разжигание ненависти» (англ. hate speech), включая сюда распространение, провоцирование, стимулирование или оправдание расовой, национальной и другой ненависти.
Так, в России ненависть связывается с сферой уголовно-наказуемых действий статьёй 282, говорящей о возбуждении ненависти к социальным группам.